# Sicalis citrina
A Sicalis citrina a madarak osztályának verébalakúak (Passeriformes) rendjébe és a tangarafélék (Thraupidae) családjába tartozó faj.

## Rendszerezése
A fajt August von Pelzeln osztrák ornitológus írta le 1870-ben. Egyes szervezetek szerint a Pseudochloris  nem egyetlen faja, Pseudochloris citrina néven.

## Alfajai
- Sicalis citrina browni Bangs, 1898
- Sicalis citrina citrina Pelzeln, 1870
- Sicalis citrina occidentalis Carriker, 1932[1]

## Előfordulása
Argentína, Bolívia, Brazília, Kolumbia, Guyana, Paraguay, Peru, Suriname és Venezuela területén honos. Természetes élőhelyei a szubtrópusi és trópusi szavannák és cserjések, valamint legelők és szántóföldek. Vonuló faj.

## Megjelenése
Testhossza 11 centiméter.
|  |

## Életmódja
Magvakkal és ízeltlábúakkal táplálkozik.

## Természetvédelmi helyzete
Az elterjedési területe rendkívül nagy, egyedszáma pedig stabil. A Természetvédelmi Világszövetség Vörös listáján nem fenyegetett fajként szerepel.